# Метт Леблан
Меттью Стівен Леблан (англ. Matthew Steven LeBlanc; нар. 25 липня 1967 року в Ньютоні, Массачусетс, США) — американський актор. Найбільш відомий роллю Джої Тріббіані у серіалі «Друзі» (англ. Friends). Грав у власному серіалі «Джої» (англ. Joey), який розпочався у вересні 2004 р. і закінчився в 2006 р. У 2011—2017 роках Леблан знімався у серіалі «Серії» (англ. Episodes) для Showtime.

## Біографія
Меттью Стівен Леблан народився 25 липня 1967 р. у Ньютоні, штат Массачусетс, США у родині Патріції Гроссман, офіс-менеджера, і Пола Леблана, механіка. З боку батька у актора є ірландське, німецьке, англійське і французьке коріння, з боку матері — італійське. Меттью змінив декілька шкіл, пізніше вступив до коледжу при технологічному інституті Вентворт у Бостоні, проте пішов звідти, ледве почавши другий семестр.
Замість навчання у кінці 1980-х Метт почав зніматися. Спершу — у рекламі, у тому числі у відомих роликах для «Heinz», «Levi's», «7Up» та «Coca-Cola». А у 1988 р. він вперше отримав регулярну роль — у драмі «ТВ 101», яка протрималась лише один сезон. Проте пізніше він з'явився одразу у декількох кліпах відомих співаків — у тому числі у Джона Бон Джові у «Miracle». А у 1991 році він знявся у ролі Вінні Вердуччі у декількох серіях відомого телесеріалу «Одружені … та з дітьми» (1987—1997), а також у його спін-оффі — «Top of the Heap», але було знято лише 7 серій.
У 1994 році Леблан отримав свою «зіркову» роль — роль Джої Тріббіані у телесеріалі «Друзі» (1994—2004). Він грав цю роль впродовж 12 років: спочатку 10 сезонів у «Друзях», а пізніше ще два — у серіалі «Джої» (2004—2006). Саме божевільний успіх серіалу «Друзі» підніс Леблана на вершини слави. Актор знімався і у фільмах. Серед них — «Ед» (1996), «Загублені у космосі» (1998), «Диверсанти» (2001), а також відомі «Ангели Чарлі» (обидві частини, 2000-й і 2003-й роки відповідно).
Крім того, Метт відкрив власну продюсерську компанію — «Fort Hill Productions». Вона, зокрема, працювала над телефільмом «Принц» 2006 року. Після серіалу «Джої» було оголошено, що Метт продюсуватиме фільм «Джона Гекс» (2010). У 2011—2017 роках Леблан знімався у телевізійному серіалі Showtime «Серії».

## Особисте життя
Протягом шести років Метт зустрічався з Меліссою МакНайт; у 2003 році вони одружилися, а у 2004 році народилася їх дочка Марина. Крім того, Метт всиновив двох дітей Мелісси від попереднього шлюбу — Тайлера і Жаклін. Проте 1 січня 2006 року подружжя роз'їхалося, а у березні Леблан подав на розлучення, і у жовтні отримав його.

## Фільмографія

### Ролі у кіно
| Рік  | Назва                                        | Українська назва               | Роль               |
| ---- | -------------------------------------------- | ------------------------------ | ------------------ |
| 1990 | Anything to Survive                          | Усе щоб вижити                 | Біллі Бартон       |
| 1993 | Grey Knight                                  | Сірий лицар                    | Тархун             |
| 1993 | Red Shoe Diaries 3: Another Woman's Lipstick | Щоденники червоного черевика 3 | Кайл               |
| 1994 | Reform School Girl                           | Реформа жіночої школи          | Вінс               |
| 1996 | Ed                                           | Ед                             | Джек Купер         |
| 1997 | Red Shoe Diaries 7: Burning Up               | Щоденники червоного черевика 7 | Джед               |
| 1998 | Lost in Space                                | Загублені у космосі            | Майор Дон Вест     |
| 1998 | Lookin' Italian                              | Італійська мафія               | Ентоні Манетті     |
| 2000 | Charlie's Angels                             | Ангели Чарлі                   | Джейсон Гіббонс    |
| 2001 | All the Queen's Men                          | Диверсанти                     | О'Рурк             |
| 2003 | Charlie's Angels: Full Throttle              | Ангели Чарлі: Лише вперед      | Джейсон Гіббонс    |
| 2004 | 13 Going on 30                               | З тринадцяти у тридцять        | У ролі самого себе |
| 2014 | Lovesick                                     | Згадати всі зв'язки            | Charlie Darby      |

### Ролі у серіалах
| Рік       | Назва                  | Українська назва             | Роль                              |
| --------- | ---------------------- | ---------------------------- | --------------------------------- |
| 1988–1989 | TV 101                 | ТБ 101                       | Чак Бендер                        |
| 1989      | Just the Ten of Us     | Лише десятеро з нас          | Тодд Мерфі                        |
| 1990      | Monsters               | Чудовиська                   | Томмі                             |
| 1991      | Top of the Heap        | Високого положення           | Вінні Вердуччі                    |
| 1991      | Married… with Children | Одружені … та з дітьми       | Вінні Вердуччі                    |
| 1991      | Vinnie & Bobby         | Вінні та Боббі               | Вінні Вердуччі                    |
| 1991      | Red Shoe Diaries       | Щоденники червоного черевика | Брат Тома                         |
| 1993      | Class of '96           | Класс 96-го                  | Френк Голдмен                     |
| 1994–2004 | Friends                | Друзі                        | Джої Тріббіані                    |
| 2004–2006 | Joey                   | Джої                         | Джої Тріббіані                    |
| 2011–2017 | Episodes               | Серії                        | У ролі самого себе                |
| 2012      | Top Gear               | Топ Ґір                      | У ролі самого себе (як гість)     |
| 2013      | Web Therapy            | Вебтерапія                   | Нік Джерико                       |
| 2013      | Web Therapy (серіал)   | Вебтерапія                   | Нік Джерико                       |
| 2016-2019 | Top Gear               | Топ Ґір                      | У ролі самого себе (головна роль) |
| 2016-2020 | Man with a Plan        | Кмітливець                   | Адам Борнс                        |
| 2021      | Friends: The Reunion   | Друзі: Возз'єднання          | у ролі самого себе                |